# Bobosaurus
Bobosaurus là một chi thằn lằn cổ rắn, được Dalla Vecchia mô tả khoa học năm 2006.